# Marina di Melilli
Marina di Melilli is een plaats (frazione) in de Italiaanse gemeente Melilli.